# Клёсов, Анатолий Алексеевич
Анато́лий Алексе́евич Клёсов (англ. Anatole A. Klyosov; род. 20 ноября 1946, Черняховск, Калининградская область) — советский и американский биохимик, специалист в области полимерных композиционных материалов, биомедицины, ферментативного катализа.
Доктор химических наук, профессор, лауреат премии Ленинского комсомола (1978) и Государственной премии СССР (1984). Иностранный член (с 17 января 2014 года) Национальной академии наук Грузии по Отделению биологических наук по специальности «биохимия».
Автор псевдонаучной концепции «ДНК-генеалогии», продвигаемой им в качестве «новой науки», изучающей миграции популяций и генетическую историю человечества. В рамках «ДНК-генеалогии» Клёсов стремится доказать древность, «арийское» происхождение славян, генетическое первородство и культурную первичность славян-«ариев», по его мнению, в древности расселившихся с Русской равнины («арии» в данном случае — псевдонаучный синоним праиндоевропейцев, «арийцы», а не исторические арии, предки только индоиранцев). В других публикациях Клёсов в рамках «ДНК-генеалогии» относит происхождение славян, или русских ко времени 700 тысяч лет назад и утверждает, что они были прародителями всего человечества, и чем дальше древние люди удалялись от Русской равнины, тем больше они деградировали. В целом в своей концепции Клёсов, отождествив гаплогруппу с родом, возводит «русский род» к эпохе палеолита. Клёсов рассматривает созданную им «ДНК-генеалогию» как основу «научного патриотизма», предлагаемого им в качестве русской национальной идеи.
Вследствие некорректности теоретических основ «ДНК-генеалогии», её методов и выводов, специалистами эта концепция признаётся псевдонаучной. Среди прочего отмечается, что Клёсов под определённый заранее результат приписывает этносам, археологическим культурам и языковым общностям определённые гаплогруппы и отождествляет биологическое понятие гаплогруппа и социальное понятие род. В частности, с критикой «ДНК-генеалогии» как псевдонауки выступили учёные специалисты в сферах биологии, популяционной генетики, антропологии , истории, археологии, этнологии, лингвистики, генеалогии
Организатор виртуальной «Академии ДНК-генеалогии» с платным членством, ряда журналов, интернет-порталов и других проектов, созданных для распространения его учения. Оказывает поддержку ряду других деятелей псевдонауки. Псевдонаучная деятельность Клёсова рассматривается как исходящая из цели финансового обогащения, а также направленная на пропаганду расизма. Приписывает себе научные регалии: профессор Гарвардского университета (в действительности был приглашённым профессором в 1989—1998 годах, что примерно соответствует статусу приглашённого преподавателя, не является званием) и никогда не существовавшее звание или должность «профессор АН СССР».
Имеет двойное гражданство — России и США.

## Биография и профессиональная деятельность
Родился 20 ноября 1946 года в Черняховске Калининградской области РСФСР. Его отец, Алексей Иванович Клёсов (1923—1982) — офицер Советской армии. Мать, Тамара Михайловна (Куць) — ветеран войны, награждена медалью «За доблестный труд в Великой Отечественной войне». В 1969 году Анатолий Клёсов окончил Московский государственный университет. В 1972 году защитил кандидатскую диссертацию по теме «Взаимосвязь структуры и реакционной способности субстратов альфа-химотрипсина», а в 1977 году — докторскую диссертацию по теме «Кинетико-термодинамические основы субстратной специфичности ферментативного катализа». Работал в МГУ, где в 1979—1981 годах был профессором кафедры химической энзимологии химического факультета. С 1981 года перешёл в Институт биохимии им. А. Н. Баха АН СССР, где до 1992 года занимал должность заведующего лабораторией. Был избран директором института биохимии АН СССР, но не утверждён президиумом Академии наук СССР.
В 1990 году Клёсов переехал в Ньютон, пригород Бостона (Массачусетс, США). С 1989 по 1998 год занимал должность приглашённого профессора биохимии в Гарвардской школе медицины. Сам Клёсов часто именует себя профессором Гарвардского университета, что не соответствует действительности. С 1996 по 2006 годы Клёсов — управляющий по исследованиям и разработкам и вице-президент компании в области полимерных композиционных материалов в промышленном секторе, Бостон. Одновременно (с 2000 года) — старший вице-президент компании и главный научный сотрудник по разработкам новых противораковых лекарств.
Клёсов — автор работ в области биохимии и химии полимеров, опубликованных в ведущих научных изданиях мира, и ряда патентов. Также Анатолий Клёсов известен как первый «официальный» советский пользователь Интернета и первый автор публикации об Интернете в советской печати — в 1982 году ГКНТ СССР по совету ЮНИДО выбрал его как представителя советской науки на международных цифровых научных конференциях, проводившихся через институт ВНИИПАС, в связи с тем, что к тому моменту у него уже был опыт научной работы в США и знание английского языка.

## «ДНК-генеалогия»
Позиционирует себя как открывателя новой науки, которой дал название «ДНК-генеалогия». Занимается этой темой с 2008 года.
В рамках «ДНК-генеалогии» Клёсов, основываясь на собственной интерпретации генетических данных, осуществляет «реконструкцию» «генеалогий» народов, рас и человечества в целом.
Основы авторской концепции и соответствующий расчётный аппарат впервые изложены Клёсовым в 2011 году в журнале «Биохимия». По заявлениям Клёсова:
- его авторская концепция («ДНК-генеалогия») не является разделом популяционной генетики, а представляет собой смесь биохимии, истории, лингвистики и химической кинетики
- новая дисциплина призвана обеспечить синтез антропологии, лингвистики и археологии
- в её рамках разработаны принципиально новые высокоточные методы генетических датировок, исследованы пути древних человеческих миграций[24]

Исследования генетического разнообразия человечества ведутся на протяжении уже почти сотни лет. В рамках современной популяционной генетики существует прикладная область — генетическая генеалогия, изучающая характер генетических взаимосвязей на основе генеалогических ДНК-тестов. Генетическая генеалогия имеет в России и в других странах другое популярное название — ДНК-генеалогия. Однако во многих своих публикациях Анатолий Клёсов утверждает, что создал совершенно новую научную дисциплину под названием «ДНК-генеалогия». При этом многочисленные исследователи, работающие в рамках генетической генеалогии, считают работы Клёсова некорректными. Специалисты в области популяционной генетики, истории, антропологии, этнологии и лингвистики квалифицировали «ДНК-генеалогию» Клёсова как лженауку.
Клёсов зачастую использует результаты работ учёных без ссылок на них, из них же он заимствует базы данных по анализу гаплотипов. Также он использует методичку, рассылаемую проектом «Genographic». В науке при расчётах сроков жизни «родоначальника» вводится ряд параметров (включая частоту мутаций или константы скорости мутаций, выбора базового гаплотипа, учёта или не учёта возвратных мутаций, средний срок жизни одного поколения, загрязнённость среды и др.). Устанавливая древность славян, Клёсов через подстраивание этих параметров получает заранее заданный результат.
Клёсов является автором серии публикаций о предполагаемом праславянском происхождении тех народов, кого он называет «легендарными ариями». Он называет Y-хромосомную гаплогруппу R1a1 «славянской» и «арийской»:

«Мы уже с полным основанием можем называть их ариями, вместо безликого R1a1, и уж тем более вместо неуклюжего „индоевропейцы“ или „протоиндоевропейцы“. Арии они, дорогой читатель, арии. И ничего „индо-иранского“ в них не было, до того, естественно, пока не пришли в Индию и Иран. И язык они не из Индии или Ирана получили, а напротив, свой туда принесли. Арийский. Праславянский. Санскрит. Или протосанскрит, если угодно… Арийские языки — вот основа и европейских языков, и санскрита, и „индоевропейских“ иранских языков. На Днепре, Доне и Урал-реке жили не „ираноязычные народы“. Славяне там жили, праславяне, арии, и это был их язык. Это они принесли свой язык в Индию, Иран, Афганистан».

В рамках своего учения «ДНК-генеалогии» Клёсов продвигает идею генетического первородства и культурной первичности славян-«ариев»:

Род R1a — праславянский, хотя потомки его сейчас живут от Британских островов до Аравийского полуострова, до Ирана, Индии, Китая. Но все пришли с Русской равнины, начав арийские миграции оттуда примерно 4500 лет назад. И все имеют полное право считать себя потомками арийского рода R1a. В этом отношении — по древности в Европе и по распространению в древнем мире — многие европейские народы по отношению к нашим предкам «вторичны», то есть пришли в Европу позже, сформировались позже. В отношении культуры, пантеона богов, сложившейся мифологии, наследственности, наконец — история славян насчитывает многие тысячелетия.

В интервью интернет-журналу «Колокол России» (2016) Клёсов заявил: «Русофобов жжет истина — славяне древнее европейских наций, и вполне возможно, что контингент военно-воздушных сил, располагающийся сейчас в Сирии, располагается на древнеславянских, древнеарийских территориях».
В противовес общепринятой теории африканского происхождения человека Клёсов является сторонником неафриканского происхождения человека и автором альтернативной теории множества миграций в Африку. Он утверждает: «Никто в мире не может доказать, что „анатомически современный человек“ вышел именно из Африки». В 2010 году Клёсов выпустил на эту тему книгу в соавторстве с писателем А. А. Тюняевым, создавшим учение «Организмика» (квалифицированное учёными как псевдонаука) и известным в качестве борца с «сионистским фашизмом». Авторы помещают центр формирования «европеоидов» на Русской равнине, представляя русских полными автохтонами, начиная с позднего палеолита. «Европеоиды» в книге названы «проторусами», «праславян» отождествляются с «ариями», утверждается, что натуфийская культура Леванта эпохи раннего голоцена имела «проторусский» характер, существовании «протогородов» неолитической волосовской культуры, где жили предки «русичей», и вся «культура крашеной керамики» от Европы до Китая принадлежала «европеоидному человеку», земледелие в Переднюю Азию было принесено с Русской равнины, шумеры были «носителями проторусского мировоззрения», ранее которых в Месопотамии и в Малой Азии обитали «сино-кавказцы», названные «семито-кавказцами». Утверждается, что «с XI тыс. до н. э. до прихода в VII тыс. до н. э. шумеров людей в этих местностях [в Левантеи в Месопотамии] не было», а на Русской равнине в период 27—10 тыс. лет назад наблюдался «расцвет цивилизации будущих русов». В соответствии с идеями расовых теорий межрасовые браки авторы называют «межвидовым скрещиванием», что составляет расистскую концепцию полигенизма.
В 2013 году в одной из публикаций о мифической Гиперборее Клёсов писал, что 160 тысяч лет назад люди жили на Русском Севере, а Русская равнина (или её северная часть) является прародиной вида Homo sapiens. Клёсов и Тюняев «доказали», что перволюди были славянами, или русскими, с них начался человеческий род. Этот предковый вид людей они назвали «русантроп»; он был первым русским, жил 700 тысяч лет назад и его имя было Род. Клёсов углубляет истоки славянства, начиная с 5 тысяч лет, до 60 тысяч, затем до 700 тысяч.
На совместном доклад 2013 года Клёсов и Тюняев, утверждали, что картина расселения человека по миру приняла вид, в котором африканские популяции генетически не являются предками остальных популяций. Африканцы, согласно авторам, являются боковой ветвью «ариев»-славян, которые ушли 130 тысяч лет назад с территории нынешних Русской равнины и Восточной Европы. По словам докладчиков, «развитие человека выглядит как деградационный процесс, при котором чем дальше исторически человек оказывался от Русской равнины, тем больше деградировал».
В 2014 году Клёсов опубликовал работу совместно с К. А. Пензевым (коммерческий писатель), автором, считающим великороссов древнейшим в мире народом и располагающим прародину индоевропейцев («арийцев») и «нордической расы» в центральной части Восточной Европы. В книге Клёсова и Пензев говорится о происхождении «арийских народов». Согласно авторам, «ДНК-генеалогия» доказывает, что в эту общность включены, в частности «гипербореи» Русского Севера и славяне; кроме того, «арийские народы шире индоевропейских языков». Представление книги было доверено Михаилу Задорнову.
Клёсов является сторонником подлинности «Велесовой книги» и принял непосредственное участие в подготовке сборника «Экспертиза Велесовой книги» (2015).
Основным соавтором Клёсова выступает Игорь Рожанский, химик, писавший диссертацию о флюоресценции окислов алюминия, затем занявшийся на любительской основе аккадским и шумерским языками. Совместно с ним Клёсов стремится доказать, что язык древних «ариев»-славян стал основой всех остальных языков; древние русантропы ходили мигрировали в Африку, исказив свою веру и язык, в результате чего появились готтентотская мораль, вуду и народы банту
В статье 2014 года, опубликованной в журнале European Journal of Human Genetics, Клёсов был одним из авторов критики слишком древнего возраста «хромосомного Адама». Также он был одним из авторов статьи, выпущенной в том же году в журнале Frontiers in Genetics и посвящённой генеалогии еврейского народа, где, помимо стандартных расчётов популяционной генетики, использовалась методика расчётов из работ Клёсова.
По договору с ассоциацией коэнов и на «основе ДНК-генеалогии» Клёсов «подтвердил» заранее заданную библейскую родословную коэнов, «доказав», что родоначальником является библейский патриарх Авраам, а затем его потомок Аарон, живший, по Клёсову, 3600 лет назад, дал начало колену коэнов; за что Клёсов получил гонорар и золотую медаль. Клёсов пишет, что коэны «предоставили гаплотипы настоящих коэнов по всему миру, которые нигде не были опубликованы»: невозможно проверить методику их собирания и факт именно такого набора. Позднее Клёсов писал: «Я показал, что общий предок коэнов (гаплогруппы J1) жил чуть больше тысячи лет назад (1,075±130 лет назад — линейным методом, и примерно 1025 лет назад — логарифмическим)».
В 2014 году на конференции по содействия развитию карачаево-балкарской молодежи Клёсов сделал доклад, о котором сообщал: «Статью инициировали сами карачаевцы, обратившись ко мне с такой просьбой. Полученные данные позволяют с большим основанием предположить, что треть карачаевцев произошла от половцев гаплогруппы R1a» — «арийской», согласно учению «ДНК-генеалогии».

## «Научный патриотизм» и поддержка других авторов псевдонаучных работ
Клёсов рассматривает созданную им «ДНК-генеалогию» в качестве основы «научного патриотизма» (утверждая, что именно он ввёл этот термин), а последний — как искомую русскую национальную идею. По его мнению, основанием для гордости, сплочения и единения должны быть древность славян, русов, их первичность. Клёсов определяет национальную идею как ощущение общей судьбы, осознание глубоких корней и связей с предками. Для России он предлагает самые глубокие корни. Древность русантропа призвана вселять гордость и патриотические чувства во всех русских и соединять их духовной скрепой.
Суть «научного патриотизма» заключается в защите от того, что Клёсов считает попытками своих оппонентов умалить значимость русских и вообще славян в научных исследованиях. Проявлением «научного патриотизма», по его мнению, является антинорманизм. В своём «Вестнике Академии ДНК-генеалогии» (2013) Клёсов писал про тех, кого он называет «норманофилами»: «Для начала — что такое „норманизм“? Это — не наука. Это — идеология. Это определенное „строение мозга“. Это — антиславянство, часто на уровне подкорки». Долее: «Вот что такое норманизм. Это — идеология. Антирусскость, антиславянство». В статье «Вызываю огонь на себя!» (2015) он утверждал: «До сих пор борьба между норманизмом и патриотизмом (именно так, это не „антинорманизм“… Именно потому противостояние норманизма и патриотизма (научного патриотизма, ввожу новый термин) обречено было быть вечным». По словам Клёсова: «оказалось, что ДНК-генеалогия резко сдвигает баланс в сторону научного патриотизма, показывает, что норманизм — это фантом, это просто мировоззрение, русофобство по своей сути, и никакой твердой научной основы у него на самом деле нет. Это, начиная с М. В. Ломоносова, и утверждали противники „норманизма“». В его томе «Происхождение славян» имеется подзаголовок «ДНК-генеалогия против норманнской теории».
Если первоначально постсоветские профессиональные антинорманисты (В. В. Фомин, А. Н. Сахаров и др.) не выдвигали на первый план идеологическую составляющую своих взглядов, то с 2000-х годов ученики и последователи ведущего советского антинорманиста А. Г. Кузьмина обратились к тому факту, что он придерживался в истории патриотического целеполагания. Клёсов в рамках своего «научного патриотизма» придал этой идеологической тенденции идентичность и обоснование.
По мнению Елены Балановской, доктора биологических наук, заведующей лабораторией популяционной генетики человека Медико-генетического научного центра РАН, «научный патриотизм» Клёсова не ищет междисциплинарного подхода к исследуемым проблемам, а пытается подменить собой другие науки. Аналогичного мнения придерживается Олег Губарев — «патриотизм» в публикациях Клёсова выступает в качестве замены научности. Согласно совместному докладу Клёсову и Тюняеву 2013 года, сила патриотизма прямо пропорциональна древности рода.
Клёсов неоднократно выступал в защиту различных авторов псевдонаучных и псевдоисторических работ, таких как Анатолий Фоменко, Виктор Петрик, Валерий Чудинов, Виктор Суворов (Резун), Геннадий Гриневич и других, отмечая, что «официальная наука» к ним излишне строга и это якобы препятствует научному прогрессу. Однако при этом Клёсов признавал наличие множества ошибок в произведениях Суворова, а из прочитанных сочинений Фоменко, по его мнению, ни одно не может быть охарактеризовано как научное. На страницах издаваемого Клёсовым журнала «Вестник Российской академии ДНК-генеалогии» публикуются такие не признаваемые наукой авторы, как Андрей Тюняев, Валерий Чудинов, Геннадий Гриневич и другие.
О популяционных генетиках, работы которых Клёсов использует, он отзывается: «Я устраиваю порку попгенетикам». О цитате из Елены Балановской, заведующей лабораторией популяционной генетики человека Медико-генетического научного центра РАМН: «произведение глупости на некомпетентность. Да еще возведенное в квадрат, как минимум». После выступления с критикой учения Клёсова четырёх популяционных генетиков в 2014 году на конференции «Этногенез, история, язык и культура карачаево-балкарского народа», проводимой в РАН, Клёсов писал: «в „Вестнике“ появился раздел „Берегитесь популяционных генетиков“ с многочисленными примерами их „мусора“… Ими вела ненависть, сжигающая ненависть… Это — ненависть и отчаяние крысы, загнанной в угол. Выйти из угла у Балановских и иже с ними уже не получится, теперь я уже не дам… Или они покинут Академию, или публично покаются и начнут осваивать ДНК-генеалогию». Об историке В. А. Шнирельмане, исследующем псевдоисторические и националистические идеи, Клёсов пишет: «Интересно, с каких пор шнирельманы диктуют нам, русским, что такое „национализм“». Академика А. А. Зализняка, одного из основных критиков подлинности «Велесовой книги», Клёсов обвиняет в русофобии, искажая содержание и смысл одной из его цитат: «академик от филологии Зализняк написал, что русским древняя история не нужна и, более того, вредна, потому что она порождает ксенофобию, превосходство над другими народами и национализм… Представляете, большего проявления русофобии просто невозможно видеть». Цитата Зализняка относится не к древней истории, а к её фальсификации и идеям этнического превосходства: «Вера в то, что ВК [Велесова книга] — это подлинное свидетельство безмерной „древности“ русских и их превосходства в этом отношении над всеми окружающими народами, ничему, кроме ксенофобии и тем самым чрезвычайно опасного для нашей реальной жизни роста межнациональной напряжённости, способствовать не может».

## Продвижение учения. «Академия ДНК-генеалогии», связанные журналы и сайты
Для продвижения созданного им учения Клёсов ставит следующие задачи: создание лаборатории ДНК-тестирования для целей «ДНК-генеалогии»; регистрация «Академии ДНК-генеалогии» в России; выпуск научных журналов; принятие решения Правительства России о поддержке «нового направления».
В 2007 году в Бостоне Клёсов основал виртуальную организацию «Российская академия ДНК-генеалогии», которая впоследствии заявлена как международная: Бостон, Москва, Цукуба. Членом академии может стать каждый, кто купит ДНК-тест и уплатит членские взносы. Клёсов самостоятельно издаёт журнал «Вестник Российской академии ДНК-генеалогии» (выходит с 2008 года), в котором в основном печатаются его статьи и устраивающие Клёсова статьи близких к нему авторов.
Для доказательства авторитетности своих теорий Клёсов утверждает о наличии публикаций в научных журналах. Эти публикации в основном представляют собой статьи в связанных с ним журналах, включая Advanced Antropology, статьи на самодеятельных сайтах, включая rodstvo.ru и dnagenealogy.ru, или на таких ресурсах, как Rock Art Research, которая является личной страницей любителя наскальной живописи из Австралии.
Клёсов является главным редактором журнала «Успехи антропологии» (Advances in Anthropology), в основном печатающего маргинальных деятелей и малоизвестных учёных из тех, кто подстраивается под взгляды Клёсова. «Успехи антропологии» представляет собой самодеятельный, нерецензируемый журнал, не входящий в список журналов, имеющих импакт-фактор, и вовсе без rаnking. В этом журнале Клёсов опубликовал ряд статей по «ДНК-генеалогии». Журнал «Успехи антропологии» публикуется китайской компанией Scientific Research Publishing, входящей в список «хищнических» публикаторов открытого доступа, то есть издателей, взимающих плату с авторов и при этом в должной мере не осуществляющих контроль за научным качеством публикуемых материалов. В 2013 году большая часть редакторов журнала уволилась из-за несогласия с редакторской политикой, и Клёсов занял пост главного редактора.
Клёсов публикует статьи в выходящем с 2015 года антинорманистском журнале «Исторический формат», главным редактором которого является В. И. Меркулов (член «Академии ДНК-генеалогии» Клёсова), в редколлегию входят Л. П. Грот, В. В. Фомин (также члены «Академии ДНК-генеалогии») и др.; в общественный попечительский совет журнала входят члены «Академии ДНК-генеалогии» Клёсова; статьи журнала близки к псевдонаучным; также журнал может характеризоваться как антиисторический.
На двух организованных Клёсовым и посвящённых «ДНК-генеалогии» сайтах он вошёл в конфликт с вебмастером; он ушёл из rodstvo.ru; сайт dnagenealogy.ru закрылся. О разрыве с Клёсовым по причине его, согласно источнику, «национал-вождистских амбиций», сообщал администратор обоих сайтов Павел Шварев.
С Клёсовым и распространением его учения связан сайт Переформат.ру, открытый в 2011 году кандидатом исторических наук и членом «академии ДНК-генеалогии» Всеволодом Меркуловым. Сайт позиционируется как «патриотический» и стремится доказать идеи одного из направлений антинорманизма. О себе сайт сообщает: «Общественно-научное Переформатирование — это концептуальный проект, который ставит своей целью предложить единую систему координат для гуманитарных наук, общества и государства». Сам Клёсов ведёт на сайте авторскую колонку. Все статьи сайта содержат врезку с призывом поддержать «ДНК-генеалогию»: сайт может рассматриваться как коммерческий проект, направленный на сбор средств в поддержку деятельности Клёсова.
С 2018 года Клёсов ведёт авторский блог на сайте ультраправой газеты «Завтра» Александра Проханова. Является одним из авторов учреждённого Прохановым еженедельного сетевого издания «День-ТВ», которое позиционирует себя как антилиберальное, патриотическое и продвигающее «русскую идею». Издаёт книги в издательстве Андрея Проханова «Наше Завтра».

## Оценки

### Положительные
Сотрудник Института общей генетики имени Н. И. Вавилова РАН кандидат биологических наук Е. Я. Тётушкин в опубликованной в 2011 году статье «Генетическая генеалогия: история и методология» писал о том, что «Вестник Российской академии ДНК-генеалогии», выпускаемый под редакцией Клёсова, представляет научный интерес не только для генеалогов, но и для генетиков. Позже Тётушкин изменил своё мнение о методах исследований и результатах Клёсова на резко отрицательное, выступив в 2015 году одним из соавторов в коллективной статье, критикующей Клёсова.
В статье 2012 года в журнале Gene авторы исследования палеолитических генетических линий в Сербии, ссылаясь на публикацию Клёсова 2008 года, утверждали, что носители гаплогруппы R1a жили на Балканах 12 тыс. лет назад.
В 2012 году в работе ряда представителей медицинских наук из Буковинского государственного медицинского университета разрабатываемая Клесовым «ДНК-генеалогия» была названа новым направлением в антропогенетике.
Мартин Веселски в своей статье, опубликованной в 2012 году в Journal of Computational Biology, охарактеризовал предложенный им метод анализа гаплотипов и метод Клёсова как дополняющие друг друга и находящиеся во взаимном согласии.

### Отрицательные

#### Критика со стороны биологов, генетиков и антропологов
Ряд известных российских антропологов и генетиков выступил с критикой Клёсова и развиваемой им «ДНК-генеалогии». Так, О. П. Балановский, заведующий лабораторией геномной географии Института общей генетики РАН, полагает, что технические методы «ДНК-генеалогии» вовсе не оригинальны, представляя собой обычный метод молекулярных часов с рядом простейших модификаций. И хотя, с его точки зрения, технические аспекты «ДНК-генеалогии» являются «малоэффективными, но приемлемыми», некорректен сам базовый принцип, позволяющий каждому этносу, каждой археологической культуре и языковой общности приписать собственную гаплогруппу. Балановский особо подчеркнул вызывающий недоумение случай создания в рамках «ДНК-генеалогии» фантомного этноса «эрбинов», якобы представляющих собой гаплогруппу R1b. Помимо этого он указал, что работы Клёсова в основном опубликованы в Advances in Anthropology — журнале, имеющем лишь претензию на научность в силу отсутствия индексации крупными наукометрическими базами данных и импакт-фактора (по другим утверждениям, этот журнал «входит в список подозрительных изданий, зарабатывающих взиманием платы за публикацию чего угодно»). В целом характеризуя «ДНК-генеалогию» как антинауку, в качестве дополнительных важных причин для обоснования такого вывода им перечисляются громкие выводы («арийство славян» и др.) и патерналистские указания «ДНК-генеалогии», неверные таксономии и изменчивость позиции в зависимости от аудитории.
Аналогичную критическую позицию в отношении работ Клёсова, в связи с некорректностью переноса социоэтнографических категорий на биологические, занимает Денис Пежемский, старший научный сотрудник Института антропологии МГУ. Елена Балановская, заведующая лабораторией популяционной генетики человека Медико-генетического научного центра РАМН, отмечает, что Клёсов эксплуатирует собранную генетиками информацию, обрабатывает её неизвестными методами и «получает красивые результаты на потребу публике». Известный популяционный генетик Лев Животовский, почётный профессор Университета штата Аляска, отвечая на критику Клёсова, охарактеризовал его метод, как основанный на игнорировании популяционно-генетических подходов, учитывающих обязательную необходимость различия эволюционных и генеалогических скоростей, связанную с влиянием роста популяции и исчезновением мутаций в ряду поколений. Доктор биологических наук, генетик С. А. Боринская, главный научный сотрудник Института общей генетики имени Н. И. Вавилова РАН, выступая против присваивания генетическим линиям этнических ярлыков в работах Клёсова и критикуя аргументы Клёсова, направленные против теории африканского происхождения человека, подчеркнула, что ДНК-генеалогия вызывает большие сомнения в силу наличия ненаучных признаков.
После доклада Клёсова на научной конференции «Этногенез, этническая и социально-политическая история, генезис языка и культуры карачаево-балкарского народа» (2014), в газете «Троицкий вариант» вышла коллективная статья, подписанная 24 крупными российскими учёными — биологами, историками, антропологами и лингвистами, под заглавием «ДНК-демагогия Анатолия Клёсова». В статье указывается на псевдонаучность методологии Клесова. Прежде всего, отмечается производимая Клёсовым подмена терминов: так, биологический термин «гаплогруппа» он подменяет социальным термином «род», а конкретно гаплогруппу R1a1 отождествляет с языково-культурными общностями: славянами и ариями. В результате таких приемов, по словам авторов, «можно вывести происхождение любой группы населения от каких угодно предков», в частности, согласно Клёсову, арабы оказываются потомками славян на том основании, что у них отмечена гаплогруппа R1a1. Фактически, утверждают авторы статьи, рисуемые Клёсовым картины миграций «основаны на такой идеологии: на всем протяжении существования гаплогруппы она является биологической меткой реально существовавшей этнополитической или социальной общности». «Такое жесткое увязывание биологических и социальных параметров выходит далеко за рамки науки» — резюмируют они. Авторы отмечают, что изыскания Клёсова противоречат установленным фактам лингвистики и археологии: так, Клёсов навязывает языкам жесткий биологический контекст: «если два народа обладают одной гаплогруппой, то их языки обязаны состоять в родстве»; точно таким же образом с гаплогруппами отождествляются археологические культуры (как маркеры этноса). Резюме авторов таково: «новая наука» Клёсова не является научной концепцией и не может поэтому служить предметом научной дискуссии. Это псевдонаучная концепция, при том далеко не безобидная:

Фантомы А. А. Клёсова, в которых биологическое перемешано с социальным, — популистский инструмент управления опасными и скрытыми силами. Его упаковка в модную псевдонаучную форму льстит обывателю своей доступностью и привлекает читателей, национально-политические амбиции которых не удовлетворяет научная картина мира. Стремясь получить известность не только на просторах Интернета, А. А. Клёсов прямолинейно выискивает политическую злобу дня, включая и украинскую карту, в расчете оказаться востребованным если не наукой, то телеидеологией и телепропагандой.
Редакторы портала Антропогенез.ру кандидат биологических наук C. В. Дробышевский и научный журналист А. Б. Соколов подвергли критике статью Клёсова «Не выходили наши предки из Африки», приведя набор примеров, с их точки зрения, грубых ошибок и игнорирования фактов и логики. Они констатируют в статье признаки лженауки: обвинение научного сообщества в сговоре; использование аргументов от политики и идеологии; искажение высказываний других авторов и использование вырванных из контекста цитат; незнание терминологии и фактов в рассматриваемой области (антропология, археология); логические скачки. Генетик С. А. Боринская, выступая на портале Антропогенез.ру с критикой генетических аргументов Клёсова из той же статьи «Не выходили наши предки из Африки», подчеркнула, что статья опубликована в изданиях, не имеющих научной репутации, но маскирующихся под научные, а также отметила ряд некорректных доводов автора и его некоторые приёмы полемики, характерные для псевдонауки. В частности, она констатирует такие приёмы, как «вписывание» в исследование отсутствовавших там деталей. Третья опубликованная часть критического разбора «анти-африканской» гипотезы Клёсова касалась классификации по мтДНК; в этой части Боринская резюмировала, что «„доказательства“ Клесова [приводимые им в обоснование европейского происхождения современного человечества] свидетельствуют лишь о системном (преднамеренном или невольном) нарушении логики […] К науке такая стратегия не имеет отношения, разве что к социологии — для исследования, кто на неё купится». Отдельной критики удостоилась клёсовская интерпретация научной дискуссии, развернувшейся в конце прошлого века вокруг статьи Ребекки Канн; Боринская заключает, что «текст А. Клесова в очередной раз показывает, что он либо не понимает, о чём пишет, либо намеренно искажает содержание разбираемой статьи».
В рецензии на книгу Клёсова «Народы России. ДНК-генеалогия» (издательство «Питер», 2021) С. А. Боринская характеризует эту работу как «фэнтези на историческую тему, замаскированное под научное исследование. Книга полна фактических ошибок и псевдонаучных рассуждений, которые вводят в заблуждение читателя». Она отмечает, что автор «использует ряд демагогических приемов, пытаясь отмежеваться от достижений и критики генетиков, историков, лингвистов и специалистов других областей науки». По мнению Боринской, «книга, невзирая на абсурдные интерпретации, могла бы стать полезным источником сведений хотя бы о частотах гаплогрупп у представителей разных народов». Однако арифметические ошибки, путаница с данными и искажение содержания научных публикаций, на которые ссылается автор, «делают это невозможным — каждую цифру и букву надо проверять, а при отсутствии ссылок во многих разделах сделать это невозможно или затруднительно».
Критика методов «ДНК-генеалогии»
В опубликованном в 2009 году в журнале Human Genetics ответе на комментарий Клёсова о возрасте линий потомков еврейского сословия священнослужителей (коэнов), вышедшем ранее в том же журнале того же года, международный коллектив профессиональных генетиков подверг критике методы, используемые Клёсовым. Ими были отмечены такие дефекты, как использование нетрадиционной терминологии; недостаток научной строгости в ряде заявлений; ошибочные выводы касательно выявления генеалогии гаплотипов в популяциях и применения исключительно генеалогических скоростей; игнорирование генетического дрейфа и особенностей мутаций в микросателлитных локусах ДНК. Отмечая, что представленные Клёсовым деревья гаплотипов могут быть интересны, коллектив авторов тем не менее указал, что рассмотрение таких деревьев требует большой осторожности.
Сотрудник МГНЦ РАМН биоинформатик Валерий Запорожченко отметил низкий уровень математической и технической аргументации Клёсова в области генетики, в частности, применительно к проблеме реконструкции филогении. По мнению Запорожченко, архаичность компьютерных программ, используемых Клёсовым, и крайне ограниченное знание их функций делают филогенетические выводы Клёсова в лучшем случае ненадёжными, а в худшем — неверными.

#### Другая критика
В начале 2015 года была опубликована коллективная статья 24 профильных специалистов и представителей академической науки (генетики, антропологи, лингвисты, археологи), в которой публикации Клёсова в области генетики были подвергнуты серьёзной критике, результаты Клёсова оценены как псевдонаучные, а ДНК-генеалогия признана паранаукой.
Кандидат исторических наук, доцент РГГУ Е. В. Пчелов критиковал Клёсова за участие в псевдонаучном фильме Михаила Задорнова «Рюрик. Потерянная быль» и за издание большой книги о происхождении человека совместно с псевдоучёным Андреем Тюняевым, основоположником так называемой «организмики». Среди прочего, Пчелов отметил некорректность приписывания генетике этнического значения и идеи преувеличения роли славян в древней истории.
Историк В. А. Шнирельман пишет, что книга Клёсова, написанная им в соавторстве с Тюняевым, переполнена нелепостями. Кроме того, Клёсов «стремится подвести псевдонаучную базу под „арийский миф“, популярный у русских радикалов».
Доктор исторических наук, археолог Л. С. Клейн комментируя смешение Клёсовым варяжской проблематики с вопросами этногенеза, отмечал, что вопрос о влиянии варягов на русскую культуру и государственность, как правило, не включается в исследования по этногенезу, а относится к более поздним этапам русской истории. Клейн критиковал участие Клёсова в фильме Задорнова за непрофессионализм в области популяционной генетики и за некорректность его критики в адрес множества исследователей, констатировавших «заметный в истории IX—XI веков факт успешного нашествия норманнов (скандинавов) на восточно-славянские земли». Помимо этого Клейн высказал мнение, что тезис Клёсова о славянах и ариях сделал его изгоем среди учёных, занимающихся популяционной генетикой. Он подчеркнул, что «Гаплогруппы — это не народы и не языки, и давать им этнические клички — опасная и недостойная игра. Какими бы патриотическими намерениями и восклицаниями она ни прикрывалась». Многочисленные методологические и фактологические претензии к Клёсову были высказаны Клейном в ходе длительной письменной дискуссии на сайте газеты «Троицкий вариант — Наука».
В 2015 году Клейн опубликовал резко отрицательную рецензию на клёсовскую книгу «Происхождение славян: ДНК-генеалогия против „норманнской теории“» (2013 год), где резюмировал:

Вся система аргументации А. А. Клёсова построена на ложных основаниях, обеспечивающих простор разгулу индивидуальных предрассудков и пристрастий. Все основные тезисы, положенные в основу его этногенетических взглядов, — гаплогруппа как род, R1a как метка славянства, арии как биологическая общность, отказ от понятия «индоевропейцы», этнос как группа родов — всё это идет вразрез с принципами современной науки. Этногенетика Клёсова, называемая им «ДНК-генеалогия», — не генетика вообще и даже не современная генеалогия, она далека от объективного изучения этногенеза. Это помесь генетической техники со средневековой генеалогией и националистической идеологией.
Несколько позднее Клейн выступил с более предметной критикой Клёсова. Клейн в своей статье, посвящённой современным исследованиям ДНК в области норманизма, отметил, что Клёсов, критикуя Волкова, фактически воспользовался трудом его группы коллег из Rurikid Dynasty DNA Project без должных ссылок на происхождение материалов и исказив исходный научный анализ в первоисточнике. Клейн указывает, что сам Клёсов признаёт, что гаплогруппы не могут являться никакими «ДНК-маркерами» народов, так как каждый народ имеет несколько гаплогрупп, то есть образован несколькими «Адамами» и объединён скорее культурно, чем генетически. Поэтому только генетический подход тут антинаучен. Однако генетики могут использовать и чёткие ДНК-маркеры, выбирая участок генов и отслеживая одного биологического праотца. Именно это сделали в Rurikid Dynasty DNA Project, выявив встречающийся у потомков Рюриковичей 12-маркерный гаплотип, позволяющий объективно установить их генеалогию. Клейн указывает, что Клёсов игнорирует чёткий генетический маркер в данных, которыми он пользуется, а переходит снова на манипулирование гаплогруппами, которые не доказывают никаких родственных связей сами по себе, так как каждый представитель народа будет иметь только одну гаплогруппу. Крупнейший портал генетиков России «Генофонд РФ» опубликовал данный критический материал Клейна.
В. П. Лебедев, ранее сотрудничавший с Клёсовым, который был одним из авторов альманаха «Лебедь», характеризует нынешнюю деятельность Клёсова как исходящую из цели финансового обогащения. «Все его начинания, но особенно с 2009 г., есть настоящая афера. И его замашки стать идеологом. Идеология эта — расизм».
В 2023 году Клёсов был номинирован на антипремию «Почётный академик ВРАЛ», вручаемую, согласно положению о премии, «за выдающийся вклад в развитие и распространение лженауки и псевдонауки», получив в финале звание «члена-корреспондента ВРАЛ НАРАЕНЕ» (естественно-научная номинация): «Химик Клёсов получил известность как автор „ДНК-генеалогии“, пропагандируемой им в качестве новой науки, изучающей миграции популяций и генетическую историю человечества. В рамках этого учения Клёсов утверждает древность и „арийское“ происхождение славян».
Ряд российских СМИ охарактеризовал ДНК-генеалогию как антинауку или псевдонауку, а её основателя — как лжеучёного в области генетики.

## Награды и звания
- Премия Ленинского комсомола (1978) за цикл работ по исследованию специфичности ферментативного катализа.
- Государственная премия СССР (1984) за цикл работ «Химические основы биологического катализа» (1964—1982).
- Золотая медаль «За успехи в народном хозяйстве СССР» (1983)[источник не указан 3107 дней]
- Член Американского химического общества.
- Член Всемирной академии искусства и науки[англ.] (Стокгольм — Вашингтон) (1989)[86].
- Иностранный член Национальной академии наук Грузии, отделение биологии, специальность биохимия (2014)[4].

## Некоторые публикации
- Клёсов А. А. Интернет: Заметки научного сотрудника. — М.: Изд-во МГУ, 2010. — 512 с. — 1000 экз. — ISBN 978-5-211-05804-0. (The Internet. Notes of a Scientist)

ДНК-генеалогия
Книги
- Клёсов А. А., Тюняев А. А. Происхождение человека (по данным археологии, антропологии и ДНК-генеалогии). — М.: Белые альвы, 2010. — 1024 с. — ISBN 978-5-91464-040-5. (Origin of Man)
- Клёсов А. А. Происхождение славян и других народов: Очерки ДНК-генеалогии. — 2011. — 645 с.
  - Кљосов А. A. Порекло Словена. Осврти на ДНК-генеалогију.— Београд: Мирослав, 2013.— 440 с.
  - Клёсов А. А. Происхождение славян и других народов: Очерки ДНК-генеалогии. — М.: Самотека; МИД «Осознание», 2014. — 648 с. — 100 экз. — ISBN 978-5-98967-062-8.
  - Клёсов А. А. Происхождение славян: Очерки ДНК-генеалогии. — М.: Алгоритм, 2015. — 512 с. — (Исторические открытия). — 1500 экз. — ISBN 978-5-4438-0978-6.
- Клёсов А. А., Пензев К. А. Арийские народы на просторах Евразии. — М.: Книжный мир, 2015. — 352 с. — (ДНК-Генеалогия). — 2000 экз. — ISBN 978-5-8041-0733-9.
- Клёсов А. А. Происхождение славян: ДНК-генеалогия против «норманнской теории». — М.: Алгоритм, 2013. — 512 с. — (Наша Русь). — 3000 экз. — ISBN 978-5-4438-0324-1. (Origin of Slavs. DNA Genealogy Against the «Norman Theory»)
- Клёсов А. А. Занимательная ДНК-генеалогия: Новая наука дает ответы. — М.: Вече, 2013. — 168 с. — (БукиВедия). — 5000 экз. — ISBN 978-5-4444-1351-7. (Entertaining DNA Genealogy)
- Клёсов А. А. Славяне, кавказцы, евреи с точки зрения ДНК-генеалогии. — М.: Книжный мир, 2015. — 352 с. — (ДНК-Генеалогия). — 2000 экз. — ISBN 978-5-8041-0757-5.
- Клёсов А. А., Саидов Х. С. Евреи и пуштуны Афганистана. Пропавшие колена Израилевы: история, политика, ДНК-генеалогия. — М.: Концептуал, 2015. — 457 с. — (Достояние планеты). — ISBN 978-5-906756-58-9.
- Клёсов А. А. Кому мешает ДНК-генеалогия? Ложь, инсинуации, и русофобия в современной российской науке. — М.: Книжный мир, 2016. — 848 с. — (ДНК-Генеалогия). — 2000 экз. — ISBN 978-5-8041-0842-8.
- Клёсов А. А. Ваша ДНК-генеалогия. Узнай свой род. — М.: Концептуал, 2016. — 176 с. ISBN 978-5-906756-98-5.
- Клёсов А. А. ДНК-генеалогия от А до Т. — М.: Книжный мир, 2016. — 475 с. (Серия «ДНК-генеалогия»). 2000 экз. ISBN 978-5-8041-0873-2.
- Клёсов А. А. Практическая ДНК-генеалогия для всех. — М.: Концептуал, 2018. — 361 с. ISBN 978-5-906867-89-6.
- Клёсов А. А. Народы России. ДНК-генеалогия. Детальное исследование 190 народов. СПб., 2021. — 801 с. ISBN 978-5-00116-595-8.

Статьи
- Клёсов, А. А. (2009) Общие принципы ДНК-генеалогии // Вестник Российской Академии ДНК-генеалогии, том 2, № 7, 968—987.
- Клёсов, А. А. (2011) Расчеты численных значений констант скоростей мутаций самых медленных 22 маркеров 67-маркерной панели // Вестник Российской Академии ДНК-генеалогии, том 4, № 5, 1264—1330.
- Клёсов А. А. (2011) ДНК-генеалогия основных гаплогрупп мужской половины человечества (Часть 2) // Вестник Российской академии ДНК-генеалогии (ISSN 19427484). Raleigh, N.C., Lulu. Т.4. № 7. С. 1367—1494.
- Klyosov, A.A. (2008) Origin of the Jews via DNA genealogy // Proceedings of the Russian Academy of DNA genealogy, vol. 1, No. 1, 54-232.
- DNA genealogy, mutation rates, and some historical evidence written in the Y chromosome, Part 1. Basic principles and the method (англ.) // Journal of Genetic Genealogy. — 2009. — Vol. 5, no. 2. — P. 186—216. — ISSN 1557-3796.
- DNA genealogy, mutation rates, and some historical evidence written in the Y chromosome, Part 2. Walking the map (англ.) // Journal of Genetic Genealogy. — 2009. — Vol. 5, no. 2. — P. 217—256. — ISSN 1557-3796.
- A comment on the paper: Extended Y chromosome haplotypes resolve multiple and unique lineages of the Jewish Priesthood by M. F. Hammer et al. (англ.) // Human Genetics. — Springer, 2009. — Vol. 126, iss. 5. — ISSN 0340-6717. — doi:10.1007/s00439-009-0739-1. — PMID 19813025.
- Origin of the Jews and the Arabs: Date of their most recent common ancestor is written in their Y-chromosomes - however, there were two of them (англ.) // Nature Precedings[англ.]. — Nature Publishing Group, 2010. — 12 February. — ISSN 1756-0357. — doi:10.1038/npre.2010.4206.1.
- Биологическая химия как основа ДНК-генеалогии и зарождение «молекулярной истории» (Обзор) // Биохимия : журнал. — М., 2011. — Т. 76, вып. 5. — С. 636—653. — ISSN 0320-9725.
  - Biological chemistry as a foundation of DNA genealogy: the emergence of «molecular history» (англ.) // Biochemistry (Moscow). — М., 2011. — 21 May (vol. 76, iss. 5). — P. 517—533. — ISSN 1608-3040. — doi:10.1134/S0006297911050026. — PMID 21639832.
- Rozhanskii I. L., Klyosov A. A. Mutation rate constants in DNA genealogy (Y chromosome) (англ.) // Advances in Anthropology. — Wuhan, China: SCIRP[англ.], 2011. — 24 November (vol. 1, no. 2). — P. 26—34. — ISSN 2163-9361. — doi:10.4236/aa.2011.12005.
- Klyosov A. A., Rozhanskii I. L. Haplogroup R1a as the Proto Indo-Europeans and the legendary Aryans as witnessed by the DNA of their current descendants (англ.) // Advances in Anthropology. — Wuhan, China: SCIRP[англ.], 2012. — 29 February (vol. 2, no. 1). — P. 1—13. — ISSN 2163-9361. — doi:10.4236/aa.2012.21001.
- Klyosov A. A., Rozhanskii I. L. Re-examining the «Out of Africa» theory and the origin of Europeoids (Caucasoids) in light of DNA genealogy (англ.) // Advances in Anthropology. — Wuhan, China: SCIRP[англ.], 2012. — 30 May (vol. 2, no. 2). — P. 80—86. — ISSN 2163-9361. — doi:10.4236/aa.2012.22009.
- Rozhanskii I. L., Klyosov A. A. Haplogroup R1a, its subclades and branches in Europe during the last 9,000 years (англ.) // Advances in Anthropology. — Wuhan, China: SCIRP[англ.], 2012. — 17 August (vol. 2, no. 3). — P. 139—156. — ISSN 2163-9361. — doi:10.4236/aa.2012.23017.
- Klyosov A. A., Rozhanskii I. L., Ryabchenko L. E. Re-examining the Out-of-Africa theory and the origin of Europeoids (Caucasoids). Part 2. SNPs, haplogroups and haplotypes in the Y chromosome of Chimpanzee and Humans (англ.) // Advances in Anthropology. — Wuhan, China: SCIRP[англ.], 2012. — 22 November (vol. 2, no. 4). — P. 198—213. — ISSN 2163-9361. — doi:10.4236/aa.2012.24022.
- Ancient history of the Arbins, bearers of haplogroup R1b, from Central Asia to Europe, 16,000 to 1500 years before present (англ.) // Advances in Anthropology. — Wuhan, China: SCIRP[англ.], 2012. — 30 May (vol. 2, no. 2). — P. 87—105. — ISSN 2163-9361. — doi:10.4236/aa.2012.22010.
- Klyosov A. A., Mironova E. A. A DNA genealogy solution to the puzzle of ancient look-alike ceramics across the world (англ.) // Advances in Anthropology. — Wuhan, China: SCIRP[англ.], 2013. — 12 August (vol. 3, no. 3). — P. 164—172. — ISSN 2163-9361. — doi:10.4236/aa.2013.33022.
- Klyosov A. A., Tomezzoli G. T. DNA genealogy and linguistics. Ancient Europe (англ.) // Advances in Anthropology. — Wuhan, China: SCIRP[англ.], 2013. — 16 May (vol. 3, no. 2). — P. 101—111. — ISSN 2163-9361. — doi:10.4236/aa.2013.32014.
- Reconsideration of the «Out of Africa» concept as not having enough proof (англ.) // Advances in Anthropology. — Wuhan, China: SCIRP[англ.], 2014. — 27 January (vol. 4, no. 1). — P. 18—37. — ISSN 2163-9361. — doi:10.4236/aa.2014.41004.
- Elhaik E.[англ.], Tatarinova T. V., Klyosov A. A., Graur D.[англ.]. The ‘extremely ancient’ chromosome that isn’t: a forensic bioinformatic investigation of Albert Perry’s X-degenerate portion of the Y chromosome (англ.) // European Journal of Human Genetics[англ.]. — Nature Publishing Group, 2014. — September (vol. 22, iss. 9). — P. 1111—1116. — ISSN 1476-5438. — doi:10.1038/ejhg.2013.303. — PMID 24448544.
- Tofanelli S., Taglioli L., Bertoncini S., Francalacci P., Klyosov A., Pagani L. Mitochondrial and Y chromosome haplotype motifs as diagnostic markers of Jewish ancestry: a reconsideration (англ.) // Frontiers in Genetics. — Lausanne: Frontiers Media[англ.], 2014. — 10 November. — doi:10.3389/fgene.2014.00384. — PMID 25431579.
- Elhaik E.[англ.], Tatarinova T. V., Klyosov A. A., Graur D.[англ.]. Reply to Mendez et al: the 'extremely ancient' chromosome that still isn't (англ.) // European Journal of Human Genetics[англ.]. — Nature Publishing Group, 2015. — May (vol. 23, iss. 5). — P. 567—568. — ISSN 1476-5438. — doi:10.1038/ejhg.2014.227. — PMID 25315661.
- Klyosov A. A., Kilin V. V. Kilin-Klyosov TMRCA calculator for time spans up to millions of years (англ.) // Advances in Anthropology. — Wuhan, China: SCIRP[англ.], 2016. — 24 August (vol. 6, no. 3). — P. 51—71. — ISSN 2163-9361. — doi:10.4236/aa.2016.63007.
- Klyosov A. A., Faleeva T. Excavated DNA from two Khazar burials (англ.) // Advances in Anthropology. — Wuhan, China: SCIRP[англ.], 2017. — 18 January (vol. 7, no. 1). — P. 17—21. — ISSN 2163-9361. — doi:10.4236/aa.2017.71002.

Научные публикации
- Березин И. В., Клёсов А. А. Ферменты — химические катализаторы?. — М.: Знание, 1971. — 48 с. — (Новое в жизни, науке, технике). — 63 000 экз. (обл.)
- Березин И. В., Клёсов А. А. Практический курс химической и ферментативной кинетики.— М.: Изд-во Московского университета, 1976, 320 с. (Practical Course of Chemical and Enzyme Kinetics)
- Клёсов А. А., Березин И. В. Ферментативный катализ: т. 1.— М.: Изд-во Московского университета, 1980, 263 с. (Enzyme Catalysis, Vol. 1)
- Клёсов А. А. Ферментативный катализ: т. 2.— М.: Изд-во Московского университета, 1984, 216 с. (Enzyme Catalysis, Vol. 2)
- Березин И. В., Клёсов А. А. и др. Инженерная энзимология. — М.: Высшая школа, 1987. 144 с. (Enzyme Engineering)
- Enzyme Engineering / ed. by L. Wingard, I. Berezin, A. Klyosov. — Plenum Press, 1980, 521 pp.
- Carbohydrate Drug Design / ed. by A.A. Klyosov et al. — Oxford University Press, 2006, 323 pp.
- Galectins / ed. by A.A. Klyosov et al.— John Wiley & Sons, 2008, 279 pp.
- Klyosov A. A. Wood-Plastic Composites.— John Wiley & Sons, 2007, 698 pp. (Переведена на китайский язык, изд-во Science Press, China, 2010; Переведена на русский язык, изд-во НОТ, 2010, 736 с.)
- Glycobiology and Drug Design / ed. by A.A. Klyosov.— Oxford University Press, 2013, 331 pp.
- Galectins and Disease Implications for Targeted Therapeutics / ed. by A.A. Klyosov and P.G. Traber.— American Chemical Society, 2013, 456 pp.